# Relations entre l'Abkhazie et la Syrie
Les relations entre l'Abkhazie et la Syrie sont les relations internationales entre la république d'Abkhazie et la Syrie. La Syrie a reconnu la république séparatiste le 29 mai 2018 en vue d'établir des relations diplomatiques entre les deux pays
En octobre 2020, l'Abkhazie a ouvert une ambassade à Damas. 
Cependant, à la suite de la chute du régime de Bachar al-Assad, l'ambassade abkhaze est évacué le 15 décembre 2024, laissant les relations diplomatiques entre la Syrie et l'Abkhazie dans un état d'inconnu. Le nouveau gouvernement syrien n'a pas pour le moment retiré sa reconnaissance de la république d'Abkhazie. 